# Верхне-Зырянское водохранилище
Верхне-Зырянское водохранилище — водохранилище в Пермском крае, на реке Зырянка (левый приток Камы). Водохранилище введено в постоянную эксплуатацию 28 ноября 1969 года, предназначено для водоснабжения предприятий города Березники, и сезонного регулирования стока реки. Ниже по течению Зырянки — Нижне-Зырянское водохранилище, работающее в едином каскаде с Верхне-Зырянским. Площадь при нормальном подпорном уровне 4,2 км².

## География
Плотина Верхне-Зырянского водохранилища расположена в 3,5 км юго-восточнее города Березники, в 11,0 км от устья Зырянки. Площадь водосбора в створе гидроузла Верхне-Зырянского водохранилища — 251 км². Залесённость водосбора Верхне-Зырянского водохранилища около 90 %. Почвы на водосборе водохранилища преимущественно глинистые и тяжелосуглинистые, в понижениях торфяные и торфяно-глеевые. В водохранилище впадает ряд мелких рек и ручьёв, на берегах расположены несколько коллективных садов.

## Характеристика гидротехнических сооружений
Плотина низконапорная земляная, материал тела плотины — суглинок. Отметка гребня 126,50 м, длина 794 м, ширина по гребню 14,5 м, максимальная высота 12 м. Крепление откосов: верхового железобетонными плитами по слою гравия и песка, низового посевом трав по слою растительного грунта. Водосбросное сооружение — водослив с широким порогом, выполнено из монолитного железобетона, расположено в теле плотины. Отметка водосливного порога — 119,50 м, ширина — 9 м. Забор воды производится через два водозабора Березниковского калийного производственного рудоуправления: БКПРУ-4 на правом берегу водохранилища и БКПРУ-2 на левом берегу.

## Морфометрия
Морфометрическая характеристика водохранилища по проекту: нормальный подпорный уровень (НПУ) — 124,0 м над уровнем моря, уровень мертвого объёма (УМО) — 121,0 м, отметка уровня наибольшей сработки — 123,0 м. Площадь зеркала при НПУ — 4,2 км². Длина водохранилища при НПУ — 7 км, средняя ширина при НПУ — 0,6 км, средняя глубина при НПУ — 3,1 м. Максимальная глубина в водохранилище достигает 11 м, причем наибольшие глубины отмечаются вдоль старого русла Зырянки.
Объём водохранилища при НПУ — 12,736 млн м³.
Фактический уровень воды в верхнем бьефе в 2014—2020 гг. в среднем держится на отметке 123,4 м, что на 0,6 м ниже отметки НПУ.

## Данные водного реестра
По данным государственного водного реестра России Верхне-Зырянское водохранилище на реке Зырянка относится к Камскому бассейновому округу, речной бассейн — Кама, речной подбассейн — бассейны притоков Камы до впадения Белой, водохозяйственный участок — Кама от водомерного поста у села Бондюг до города Березники. Код объекта в государственном водном реестре — 10010100221499000000010.